# La Bajada del Monte
La Bajada del Monte är en ort i Mexiko.   Den ligger i kommunen El Fuerte och delstaten Sinaloa, i den västra delen av landet, 1 200 km nordväst om huvudstaden Mexico City. La Bajada del Monte ligger 70 meter över havet och antalet invånare är 712.
Terrängen runt La Bajada del Monte är platt. Runt La Bajada del Monte är det ganska glesbefolkat, med 23 invånare per kvadratkilometer. Närmaste större samhälle är El Fuerte de Montes Claros, 12,0 km nordost om La Bajada del Monte. I omgivningarna runt La Bajada del Monte växer huvudsakligen savannskog.